# 法蘭西的菲利普 (1116年—1131年)
菲利普·德·法蘭西（法語：Philippe，1116年8月29日－1131年10月13日）是卡佩王朝法兰克人的国王路易六世与其第二任王后、萨伏依王室的莫里耶讷的阿黛拉之子，在路易六世所有的子女中排行老大。菲利普王子在其父王生前即加冕为国王（1129年4月14日－1131年10月13日在位），与父王共同统治法国直至逝世，但死于父王之前，并未单独执政。

## 生平
卡佩王朝初期统治极其脆弱，王朝的开创者于格·卡佩便想出了一个办法，在他生前就为儿子罗贝尔加冕为法兰克人的国王，是为罗贝尔二世，父子两个国王共治，以确保王位不失。此后历任法国君主都会在生前为自己的儿子加冕，直到菲利普二世·奥古斯都时废除这一制度。
菲利普王子是其父王路易六世的长子，也曾是路易最喜欢的儿子，到了1129年他已经13岁，其父便遵循旧制，于同年4月14日加冕他为共治国王。但此后，这位年轻的共治国王让他的父王路易很头痛。菲利普对父亲漠不关心，也拒绝其用高标准要求自己。他变得很叛逆，对斥责和警告不屑一顾。英格兰的史学家沃尔特·马普在书中写道，菲利普“偏离了他的父亲给他指引的道路，盲目自信和专横自大让他成为所有人的累赘。”
菲利普的国王生涯在他加冕两年后就宣告结束。1131年的一天，他与一群同伴在首都巴黎的塞纳河畔骑马，经过一个叫格雷夫（Greve）的市场时，他的坐骑被一头突然从粪堆中窜出的黑猪绊倒。菲利普从马上重重摔下，头部着地，四肢断裂，当场不省人事，于10月13日去世。他被葬在圣德尼大教堂，后来他最年长的弟弟、比他更加听话的小路易成为其父路易六世的共治国王，并在路易六世死后单独执政，是为路易七世。

## 影响
即使菲利普未死而且变得听话，他也许仍然会给家族和国家带来更大的麻烦。如果他活着，他就会实现朝拜耶路撒冷和主的坟墓的梦想。其弟即后来的路易七世发誓继承兄长的遗志，因而加入第二次十字军东侵，且在占领安条克后又放弃，只想攻占耶路撒冷。十字军东侵造成了基督徒和穆斯林的大量伤亡，而放弃安条克被证明是路易七世的战略性错误，也是他与第一任王后阿基坦的埃莉诺婚姻破裂的原因之一。
由于菲利普在共治期间已经驾崩，所以一般不将他列入法国国王之列，和于格二世类似。